# Xenia Lach-Nielsen
Xenia Anna Lach-Nielsen (født 22. oktober 1971) er en dansk sanger og skuespiller.
Xenia Lach-Nielsen, der ikke har nogen formel skuespilleruddannelse, fik sin scenedebut med en rolle i Hair på Betty Nansen Teatret i 1996. Siden har hun medvirket i mange roller indenfor musikteater, bl.a. i Den eneste ene – the Musical i 2005. I 2018 fik hun stor succes som Florence i Chess i Tivolis Koncertsal.
Privat er hun kæreste med Peter Gantzler.

## Teater
| Forestilling                    | Teater | Instruktør           | År        | Note          |
| ------------------------------- | ------ | -------------------- | --------- | ------------- |
| Den Eneste Ene                  | Forum  | Peter Langdal        | 2005      |               |
| Sylfiden                        |        | Steen Koerner        | 2006      |               |
| Matador                         |        | Peter Langdal        | 2007/2008 |               |
| Nick Cave                       |        | Rolf Heim            | 2009      | Teaterkoncert |
| Sweeney Todd                    |        | Mick Gordon          | 2011      |               |
| Poppæas Kroning                 |        | Magnus Schneider     | 2011      |               |
| Den Eneste Ene                  |        | Kenneth Kreutzmann   | 2012      |               |
| Snehvide                        |        | Håkan Bjerking       | 2013      |               |
| Daphne & Apollo                 |        | Magnus Schneider     | 2014      |               |
| The Black Rider                 |        | Katrine Wiedemann    | 2015      |               |
| Songs for a New World           |        | Mads M. Nielsen      | 2016      |               |
| Kong Arthur                     |        | Heinrich Christensen | 2016      |               |
| Jordens Søjler                  |        | Jacob Schjødt        | 2016/2017 |               |
| Spamalot                        |        | Anders Albien        | 2017      |               |
| Into the Woods                  |        | Peter Langdal        | 2017      |               |
| Made in Århus                   |        | Anders Lundorph      | 2017      |               |
| Chess                           |        | Mark Clements        | 2018      |               |
| Leonora                         |        | Peter Langdal        | 2019      |               |
| Den Evige Ild                   |        | Mads M. Nielsen      | 2019      |               |
| Kong Arthur                     |        | Heinrich Christensen | 2019      |               |
| Den Skaldede Frisør The Musical |        | Frede Guldbransen    | 2020      |               |

## Diskografi
| Titel                          | Type                          |                  | År   | Note                   |
| ------------------------------ | ----------------------------- | ---------------- | ---- | ---------------------- |
| Velvet Apple                   | Debut cd release              | Sanger/Komponist | 2004 |                        |
| Fighter                        | Spillefilm titelsang ”Shadow” | Sanger/Komponist | 2007 |                        |
| Trash of Gold                  | CD release                    | Sanger/Komponist | 2009 |                        |
| Dreng                          | Spillefilm                    | Sanger/Komponist | 2011 | Film af Peter Gantzler |
| Poupoupidou                    | Fransk spillefilm             | Solist           | 2011 |                        |
| Kærlighed og andre katastrofer | Spillefilm                    | Solist           | 2016 |                        |

## Filmografi
| Titel                    | Producent    | Instruktør                | År   | Note              |
| ------------------------ | ------------ | ------------------------- | ---- | ----------------- |
| Drengene fra Sankt Petri |              |                           | 1991 |                   |
| Kun en pige              |              |                           | 1995 |                   |
| Den blå munk             |              |                           | 1998 |                   |
| Prinsen af Egypten       |              |                           | 1998 | Jochebed (stemme) |
| Karrusel                 |              |                           | 1998 |                   |
| Askepop - the movie      |              |                           | 2003 |                   |
| Lillemand                | TV 2 Zulu    | Jonatan Spang / Morten BH | 2015 |                   |
| Kanonkongen Freja        | DR Ramasjang | Natasha Arthy             | 2016 |                   |
| Generationer             | DRTV         | Anna Emma Haudal Nielsen  | 2025 |                   |